# Exaile
Exaile é um programa de computador, multiplataforma e de código livre e aberto, reprodutor de multimídias, editor de tags e organizador de bibliotecas musicais.
Inicialmente concebido para ser similar em estilo à versão 1.4 do Amarok, escrito em Qt, mas, ao invés, utilizando a toolkit GTK+. Escrito em Python, este utiliza o framework multimídia GStreamer.
Exaile incorpora muitas funcionalidades do Amarok, bem como a de outros reprodutores multimídia, como preenchimento automático de capas para álbuns, gerenciamento de grandes bibliotecas, preenchimento de letras, suporte ao Last.fm, edição avançada de tags, e suportes opcionais ao iPod e MSC, via plugins.